# 미자 (1984년)
미자(1984년 10월 14일~)는 대한민국의 희극 배우이다.

## 학력
- 덕원예술고등학교
- 홍익대학교 동양화

## 연기 활동

### 드라마
- 2013년 tvN 판티컬 드라마 《환상거탑》 .... 커플매니저 역

### 예능 프로그램
- 《코미디에 빠지다 : 사랑해》
- 《개그스타》 (KBS)
- 《코미디에 빠지다》 (MBC)
- 《내 딸의 남자들  : 아빠가 보고 있다》 (E채널)
- 2019년 E채널 《내 형제의 연인들: 가족이 보고있다》 - 고정 MC
- 2022년 tvN 《줄 서는 식당》 - 21회
- 2024년 5월 30일 SBS 꼬리에 꼬리를 무는 그날 이야기 2003 홍대괴담 편

## 가족 관계
- 아버지: 장광(1952년 1월 5일~)
- 어머니: 전성애(1956년 3월 29일~)
- 남동생: 장영(1986년~)
- 남편: 김태현(1978년~)
- 자녀: 출산 예정